# Prêmio Chauvenet
O prêmio Chauvenet é a maior distinção matemática para texto expositório. Consiste em um valor monetário de mil dólares e um certificado, concedido anualmente pela Mathematical Association of America - MAA, em reconhecimento a um artigo expositório de destaque sobre algum tópico matemático. São elegíveis apenas os associados à MAA. O prêmio é denominado em memória de William Chauvenet, e foi estabelecido em 1925 mediante uma doação de Julian Coolidge.

## Laureados[1]
- 1925 Gilbert Ames Bliss
- 1929 Theophil Henry Hildebrandt
- 1932 Godfrey Harold Hardy
- 1935 Dunham Jackson
- 1938 Gordon Thomas Whyburn
- 1941 Saunders Mac Lane
- 1944 Robert Horton Cameron
- 1947 Paul Halmos
- 1950 Mark Kac
- 1953 Edward James McShane
- 1956 Richard Bruck
- 1960 Cornelius Lanczos
- 1963 Philip Davis
- 1964 Leon Henkin
- 1965 Jack Kenneth Hale e Joseph Pierre LaSalle
- 1967 Guido Weiss
- 1968 Mark Kac
- 1970 Shiing-Shen Chern
- 1971 Norman Levinson
- 1972 François Treves
- 1973 Carl Douglas Olds
- 1974 Peter Lax
- 1975 Martin Davis e Reuben Hersh
- 1976 Lawrence Zalcman
- 1977 Gilbert Strang
- 1978 Shreeram Abhyankar
- 1979 Neil Sloane
- 1980 Heinz Bauer
- 1981 Kenneth Irwin Gross
- 1982 No award given.
- 1983 No award given.
- 1984 Arthur Knoebel
- 1985 Carl Pomerance
- 1986 George Miel
- 1987 James H. Wilkinson
- 1988 Stephen Smale
- 1989 Jacob Korevaar
- 1990 David Allen Hoffman
- 1991 William Bernard Raymond Lickorish e Kenneth C. Millett
- 1992 Steven George Krantz
- 1993 David Harold Bailey
- 1994 Barry Mazur
- 1995 Donald Gene Saari
- 1996 Joan Birman
- 1997 Thomas William Hawkins
- 1998 Alan Edelman e Eric Kostlan
- 1999 Michael Rosen
- 2000 Don Zagier
- 2001 Carolyn Sue Gordon e David L. Webb
- 2002 Ellen Gethner
- 2003 Thomas Callister Hales
- 2004 Edward Burger
- 2005 John Stillwell
- 2006 Florian Pfender e Günter Matthias Ziegler
- 2007 Andrew J. Simoson
- 2008 Andrew Granville
- 2009 Harold P. Boas
- 2010 Brian J. McCartin
- 2011 Bjorn Poonen
- 2012 Dennis DeTurck, Herman Gluck, Daniel Pomerleano e David Shea Vela-Vick
- 2013 Robert Ghrist
- 2014 Ravi Vakil
- 2015 Dana Mackenzie
- 2016 Susan Marshall e Donald R. Smith